# Till Brönner
Till Brönner (* 6. květen 1971, Viersen, Německo) je německý jazzový trumpetista, skladatel, zpěvák a producent. Má klasickou hudební průpravu, jazzovou trubku studoval na Akademii v Kolíně nad Rýnem. Profesionálně debutoval v roce 1993. Spolupracoval a nahrával mimo jiné i s Dennisem Chambersem, Michaelem Breckerem, Bobem Brookmeyerem, Rayem Brownem, Markem Murphym. Jeho nejoblíbenější nástroj je křídlovka.

## Diskografie
- 1993 Generations of Jazz
- 1995 My secret Love
- 1996 German Songs
- 1997 Midnight (with Michael Brecker and Dennis Chambers)
- 1998 Love
- 2000 Chattin with Chet (A Tribute to Chet Baker)
- 2001 Jazz Seen (O.S.T.)
- 2002 Get Well Soon (Bob Brookmeyer)
- 2002 Blue Eyed Soul (feat. Mark Murphy)
- 2004 That Summer
- 2004 Höllentour (O.S.T.)
- 2005 A Night In Berlin (DVD - živá nahrávka)
- 2006 Oceana (feat. Carla Bruni, Madeleine Peyroux, Luciana Souza)
- 2007 The Christmas Album (feat. Curtis Stigers, Yvonne Catterfeld, Frank McComb, Kim Sanders, Don Grusin)
- 2008 RIO (feat. Vanessa da Mata, Kurt Elling, Melody Gardot, Annie Lennox, Aimee Mann, Sergio Mendes, Milton Nascimento & Luciana Souza)
- 2009 Midnight (Verve)
- 2010 At The And Of The Day (Island)

## Ocenění a nominace
- 2007 - Echo Deutscher Musicpreis - vítěz Jazzové kategorie [1]
- 2008 - Echo Deutscher Musicpreis - vítěz Jazzové kategorie [2]
- 2009 - Echo Deutscher Musicpreis - vítěz Jazzové kategorie [3]
- 2009 - Grammy Award - nominace na cenu Grammy v kategorii "Nejlepší jazzové instrumentální sólo" za jeho sólo na albu The Standard hudební skupiny Take 6 [4]